# 弗勒斯海姆-达尔斯海姆
弗勒斯海姆-达尔斯海姆是德国莱茵兰-普法尔茨州的一个市镇。总面积12.71平方公里，总人口3079人，其中男性1509人，女性1570人（2011年12月31日），人口密度242人/平方公里。